# Heinsch
Heinsch (Luxemburgs: Häischel, Duits: Heischlingen, Waals: Hinch) is een plaats in de Belgische provincie Luxemburg en een deelgemeente van Aarlen in het arrondissement Aarlen. In de deelgemeente liggen ook de plaatsen Freylange, Stockem, Schoppach, Fouches en Sampont.

## Geschiedenis
Op het eind van het ancien régime werd Heinsch een gemeente, waartoe ook Freylange, Stockem, Schoppach en Metzert behoorden. In 1877 werd het gehucht Metzert van Heinsch overgeheveld naar de nieuwe gemeente Tontelange, die van buurgemeente Attert was afgesplitst.
Bij de gemeentelijke herindeling van 1977 werd Heinsch een deelgemeente van Aarlen. De gehuchten Fouches en Sampont werden van buurgemeente Harzy naar Aarlen overgeheveld.

## Demografische ontwikkeling
- Bronnen:NIS, Opm:1831 tot en met 1970=volkstellingen

## Bezienswaardigheden
- De Église de l'Assomption de Notre-Dame
- Het publiek washuis uit de 19e eeuw (beschermd monument sinds 1982)[1]

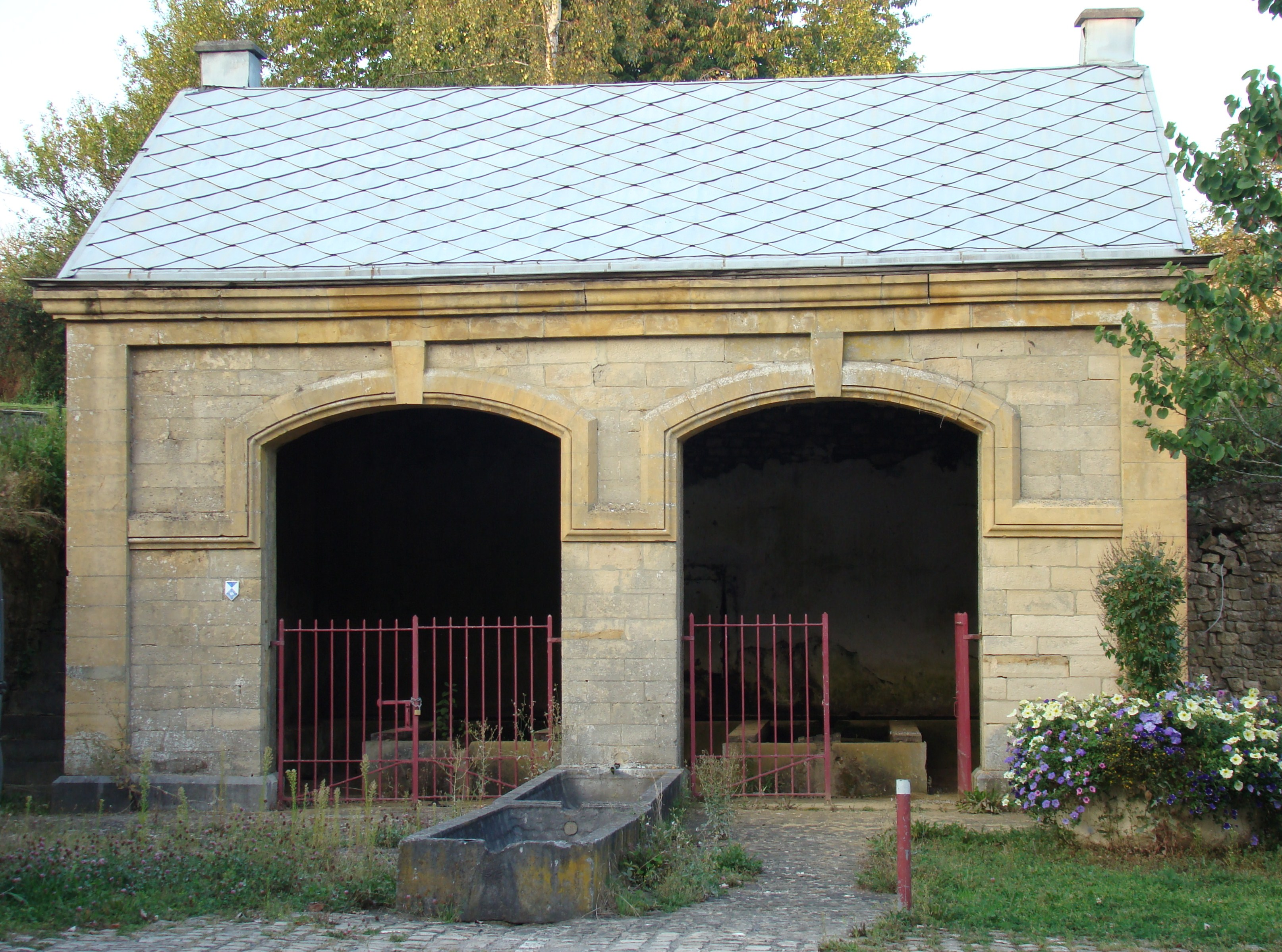
Publiek washuis te Heinsch

Deelgemeenten: Aarlen · Autelbas-Barnich · Bonnert · Guirsch · Heinsch · Toernich

Overige kernen: Autelhaut · Barnich · Clairefontaine · Fouches · Frassem · Freylange · Heckbous · Rosenberg · Sampont · Schoppach · Sesselich · Seymerich · Stehnen · Sterpenich · Stockem · Udange · Viville · Waltzing · Weyler · Wolberg

Belgische gemeenten · Arrondissement Aarlen · Luxemburg · Wallonië